# Anthrax mendozana
Anthrax mendozana är en tvåvingeart som beskrevs av Brethes 1909. Anthrax mendozana ingår i släktet Anthrax och familjen svävflugor. Inga underarter finns listade i Catalogue of Life.